# Plecia porca
Plecia porca är en tvåvingeart som beskrevs av Stone 1966. Plecia porca ingår i släktet Plecia och familjen hårmyggor.
Artens utbredningsområde är Dominica. Inga underarter finns listade i Catalogue of Life.